# Euangerona
Euangerona is een geslacht van vlinders van de familie spanners (Geometridae), uit de onderfamilie Ennominae.

## Soorten
- E. tristis Warren, 1907
- E. umbrosa Warren, 1901
- E. valdiviae Butler, 1882